# Die Diamantenstiftung
Die Diamantenstiftung ist ein deutscher Detektivfilm aus dem Jahre 1917 der Filmreihe Stuart Webbs.

## Handlung
Die junge Gräfin Wittkowska bittet Stuart Webbs zu sich. Sie bittet ihn, sie auf dem Weg zu einem Juwelier zu begleiten, da sie dort ihren Schmuck hinterlassen möchte. Kurz nachdem beide den Juwelier wieder verlassen haben, wir dieser ermordet. Da Webbs und die adelige Dame die letzten waren, die ihn lebend gesehen haben, wird der Meisterdetektiv verdächtigt, den Mann ermordet zu haben.
Webbs wird von der Polizei verhaftet, kann aber bald entfliehen und macht sich auf die Mördersuche. Mit seiner scharfen Kombinationsgabe kommt er bald auf die Spur des wahren Täters und kann diesen schließlich dingfest machen. Die gleichfalls gestohlenen Diamanten können der Gräfin zurückgegeben werden.

## Produktionsnotizen
Die Diamantenstiftung ist der 19. Film dieser Reihe und wurde im Stuart Webbs-Film-Atelier in Berlin-Weißensee gedreht. Nach dem Passieren der Zensur im Dezember 1917 wurde er mit Jugendverbot belegt und noch im selben Monat im Marmorhaus uraufgeführt. In Österreich-Ungarn (Wien) lief Die Diamantenstiftung am 11. Januar 1918 an. Der Film besaß vier Akte und war 1321 Meter lang, das entspricht einer Spieldauer von gut einer Stunde.
Die Filmbauten entwarf Manfred Noa. Sowohl für Regisseur Johannes Guter als auch für seine damalige Ehefrau Marija Leiko war Die Diamantenstiftung der erste Film.

## Aufführung
“Die Diamantenstiftung. Detektivdrama in 5 Akten; Hauptrolle Ernst Reicher als Stuart Webbs” lief am 10. August 1918 im Drei Mohren-Kino in Neumarkt in der Oberpfalz zusammen mit dem Lustspiel-Einakter „Die beiden Freier“ und der „Kriegsschau“.

## Kritik
In Paimann’s Filmlisten ist zu lesen: „Stoff und Spiel ausgezeichnet. Photos und Szenerie sehr gut.“